# 5.ª etapa do Tour de France de 2022
A 5.ª etapa do Tour de France de 2022 teve lugar a 6 de julho de 2022 entre Lille e Bosque de Arenberg sobre um percurso de 157 km. O vencedor foi o australiano Simon Clarke do Israel-Premier Tech e o belga Wout van Aert conseguiu manter a liderança.

## Classificação da etapa
| Lille - Bosque de Arenberg | etapa escarpada | (157 km) |

| \| Classificação por etapas \| Classificação por etapas \| Classificação por etapas \| Classificação por etapas \| Classificação por etapas \| \| Ciclista \| Ciclista \| Equipe \| Tempo \| \| \| ------------------------ \| ------------------------ \| ---------------------------------- \| ------------------------ \| ------------------------ \| \| 1. \| Simon Clarke \| Israel-Premier Tech \| 3h13m35s \| \| \| 2. \| Taco van der Hoorn \| Intermarché-Wanty-Gobert Matériaux \| + 0s \| \| \| 3. \| Edvald Boasson Hagen \| TotalEnergies \| + 2s \| \| \| 4. \| Neilson Powless \| EF Education-EasyPost \| + 4s \| \| \| 5. \| Magnus Cort \| EF Education-EasyPost \| + 30s \| \| \| 6. \| Jasper Stuyven \| Trek-Segafredo \| + 51s \| \| \| 7. \| Tadej Pogačar \| UAE Team Emirates \| + 51s \| \| \| 8. \| Jasper Philipsen \| Alpecin-Deceuninck \| + 1m04s \| \| \| 9. \| Fabio Jakobsen \| Quick-Step Alpha Vinyl \| + 1m04s \| \| \| 10. \| Luca Mozzato \| B&B Hotels-KTM \| + 1m04s \| \| |                      |                                    |          |
| |                      |                                    |          |
| Fonte: ProCyclingStats |                      |                                    |          |
| Classificação por etapas |                      |                                    |          |
| Ciclista | Ciclista             | Equipe                             | Tempo    |
| 1. | Simon Clarke         | Israel-Premier Tech                | 3h13m35s |
| 2. | Taco van der Hoorn   | Intermarché-Wanty-Gobert Matériaux | + 0s     |
| 3. | Edvald Boasson Hagen | TotalEnergies                      | + 2s     |
| 4. | Neilson Powless      | EF Education-EasyPost              | + 4s     |
| 5. | Magnus Cort          | EF Education-EasyPost              | + 30s    |
| 6. | Jasper Stuyven       | Trek-Segafredo                     | + 51s    |
| 7. | Tadej Pogačar        | UAE Team Emirates                  | + 51s    |
| 8. | Jasper Philipsen     | Alpecin-Deceuninck                 | + 1m04s  |
| 9. | Fabio Jakobsen       | Quick-Step Alpha Vinyl             | + 1m04s  |
| 10. | Luca Mozzato         | B&B Hotels-KTM                     | + 1m04s  |

## Classificações ao final da etapa

### Classificação geral(Maillot Jaune)
| \| Classificação geral \| Classificação geral \| Classificação geral \| Classificação geral \| Classificação geral \| \| Ciclista \| Ciclista \| Equipe \| Tempo \| \| \| ------------------- \| -------------------- \| ---------------------- \| ------------------- \| ------------------- \| \| 1. \| Wout van Aert \| Jumbo-Visma \| 16h17m22s \| \| \| 2. \| Neilson Powless \| EF Education-EasyPost \| + 13s \| \| \| 3. \| Edvald Boasson Hagen \| TotalEnergies \| + 14s \| \| \| 4. \| Tadej Pogačar \| UAE Team Emirates \| + 19s \| \| \| 5. \| Yves Lampaert \| Quick-Step Alpha Vinyl \| + 25s \| \| \| 6. \| Mads Pedersen \| Trek-Segafredo \| + 36s \| \| \| 7. \| Jonas Vingegaard \| Jumbo-Visma \| + 40s \| \| \| 8. \| Adam Yates \| Ineos Grenadiers \| + 48s \| \| \| 9. \| Thomas Pidcock \| Ineos Grenadiers \| + 49s \| \| \| 10. \| Geraint Thomas \| Ineos Grenadiers \| + 50s \| \| |                      |                        |           |
| |                      |                        |           |
| Fonte: ProCyclingStats |                      |                        |           |
| Classificação geral |                      |                        |           |
| Ciclista | Ciclista             | Equipe                 | Tempo     |
| 1. | Wout van Aert        | Jumbo-Visma            | 16h17m22s |
| 2. | Neilson Powless      | EF Education-EasyPost  | + 13s     |
| 3. | Edvald Boasson Hagen | TotalEnergies          | + 14s     |
| 4. | Tadej Pogačar        | UAE Team Emirates      | + 19s     |
| 5. | Yves Lampaert        | Quick-Step Alpha Vinyl | + 25s     |
| 6. | Mads Pedersen        | Trek-Segafredo         | + 36s     |
| 7. | Jonas Vingegaard     | Jumbo-Visma            | + 40s     |
| 8. | Adam Yates           | Ineos Grenadiers       | + 48s     |
| 9. | Thomas Pidcock       | Ineos Grenadiers       | + 49s     |
| 10. | Geraint Thomas       | Ineos Grenadiers       | + 50s     |

### Classificação por pontos(Maillot Vert)
| Classificação por pontos | Classificação por pontos | Classificação por pontos           | Classificação por pontos | Classificação por pontos |
| Ciclista                 | Ciclista                 | Equipe                             | Pontos                   |                          |
| ------------------------ | ------------------------ | ---------------------------------- | ------------------------ | ------------------------ |
| 1.                       | Wout van Aert            | Jumbo-Visma                        | 178 pts                  |                          |
| 2.                       | Fabio Jakobsen           | Quick-Step Alpha Vinyl             | 126 pts                  |                          |
| 3.                       | Magnus Cort              | EF Education-EasyPost              | 86 pts                   |                          |
| 4.                       | Peter Sagan              | TotalEnergies                      | 86 pts                   |                          |
| 5.                       | Jasper Philipsen         | Alpecin-Deceuninck                 | 76 pts                   |                          |
| 6.                       | Christophe Laporte       | Jumbo-Visma                        | 73 pts                   |                          |
| 7.                       | Simon Clarke             | Israel-Premier Tech                | 67 pts                   |                          |
| 8.                       | Dylan Groenewegen        | BikeExchange-Jayco                 | 60 pts                   |                          |
| 9.                       | Taco van der Hoorn       | Intermarché-Wanty-Gobert Matériaux | 50 pts                   |                          |
| 10.                      | Caleb Ewan               | Lotto-Soudal                       | 45 pts                   |                          |

### Classificação da montanha(Maillot à Pois Rouges)
| Classificação da montanha | Classificação da montanha | Classificação da montanha | Classificação da montanha | Classificação da montanha |
| Ciclista                  | Ciclista                  | Equipe                    | Pontos                    |                           |
| ------------------------- | ------------------------- | ------------------------- | ------------------------- | ------------------------- |
| 1.                        | Magnus Cort               | EF Education-EasyPost     | 11 pts                    |                           |
| 2.                        | Wout van Aert             | Jumbo-Visma               | 1 pt                      |                           |
| 3.                        | Quinn Simmons             | Trek-Segafredo            | -1 pt                     |                           |

### Classificação do melhor jovem(Maillot Blanc)
| Classificação dos jovens | Classificação dos jovens | Classificação dos jovens | Classificação dos jovens | Classificação dos jovens |
| Ciclista                 | Ciclista                 | Equipe                   | Tempo                    |                          |
| ------------------------ | ------------------------ | ------------------------ | ------------------------ | ------------------------ |
| 1.                       | Tadej Pogačar            | UAE Team Emirates        | 16h17m41s                |                          |
| 2.                       | Thomas Pidcock           | Ineos Grenadiers         | + 30s                    |                          |
| 3.                       | Jasper Philipsen         | Alpecin-Deceuninck       | + 1m22s                  |                          |
| 4.                       | Florian Vermeersch       | Lotto-Soudal             | + 2m28s                  |                          |
| 5.                       | Luca Mozzato             | B&B Hotels-KTM           | + 2m40s                  |                          |
| 6.                       | Brandon McNulty          | UAE Team Emirates        | + 2m44s                  |                          |
| 7.                       | Andreas Leknessund       | Team DSM                 | + 3m00s                  |                          |
| 8.                       | Stefan Bissegger         | EF Education-EasyPost    | + 3m13s                  |                          |
| 9.                       | Mikkel Honoré            | Quick-Step Alpha Vinyl   | + 3m16s                  |                          |
| 10.                      | Matteo Jorgenson         | Movistar Team            | + 3m28s                  |                          |

### Classificação por equipas(Classement par Équipe)
| Classificação por equipes | Classificação por equipes          | Classificação por equipes | Classificação por equipes |
| Equipe                    | Equipe                             | Tempo                     |                           |
| ------------------------- | ---------------------------------- | ------------------------- | ------------------------- |
| 1.                        | Ineos Grenadiers                   | 48h54m18s                 |                           |
| 2.                        | Jumbo-Visma                        | + 1s                      |                           |
| 3.                        | Trek-Segafredo                     | + 3s                      |                           |
| 4.                        | EF Education-EasyPost              | + 6s                      |                           |
| 5.                        | Quick-Step Alpha Vinyl             | + 21s                     |                           |
| 6.                        | Intermarché-Wanty-Gobert Matériaux | + 23s                     |                           |
| 7.                        | Bora-Hansgrohe                     | + 36s                     |                           |
| 8.                        | Groupama-FDJ                       | + 1m14s                   |                           |
| 9.                        | Team DSM                           | + 1m23s                   |                           |
| 10.                       | Arkéa-Samsic                       | + 1m50s                   |                           |

## Abandonos
Jack Haig e Michael Gogl não completaram a etapa depois de sofrer ambos uma queda.